# Ruggero Settimo

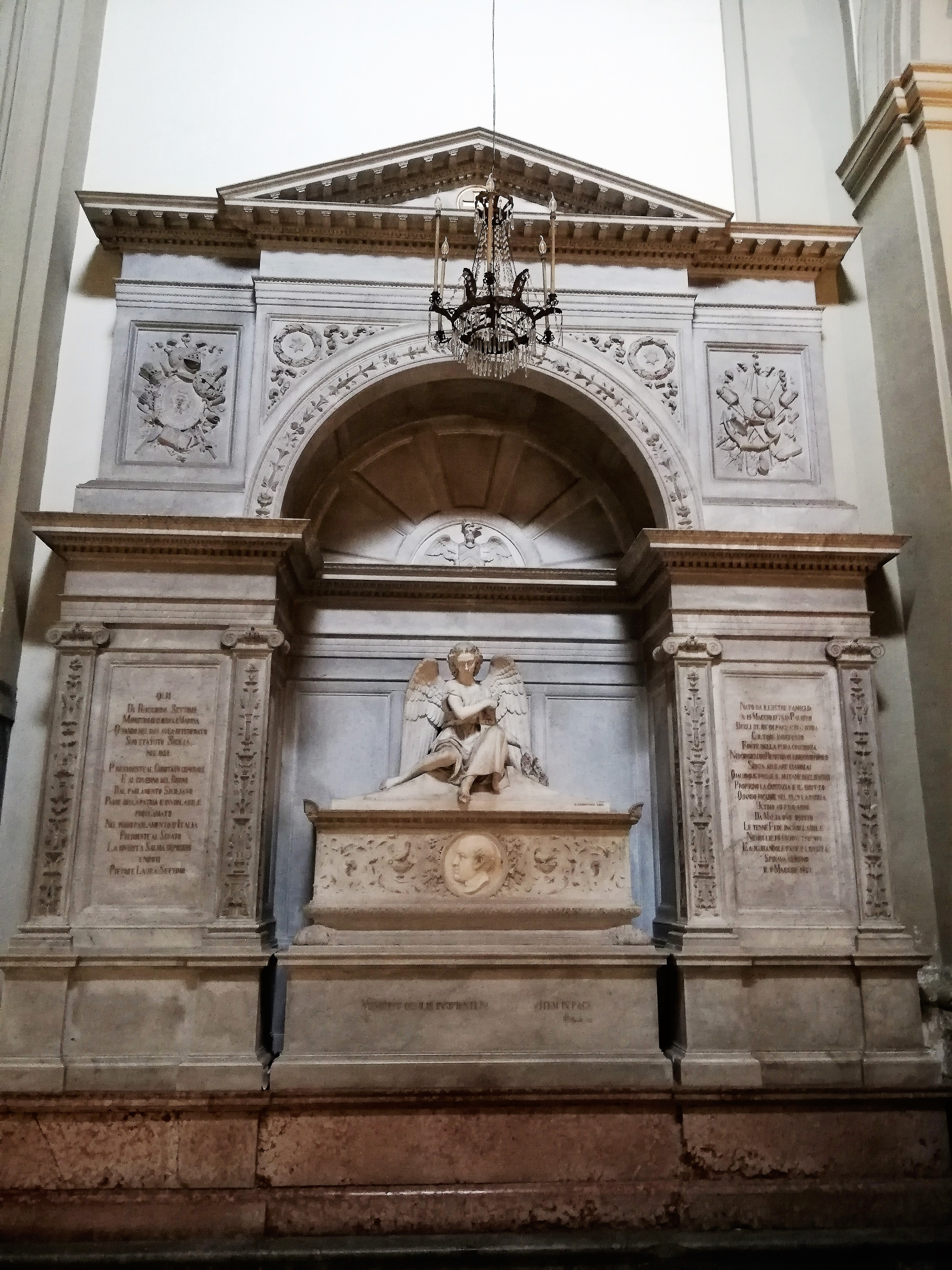
Praalgraf in de San Domenicokerk, Palermo

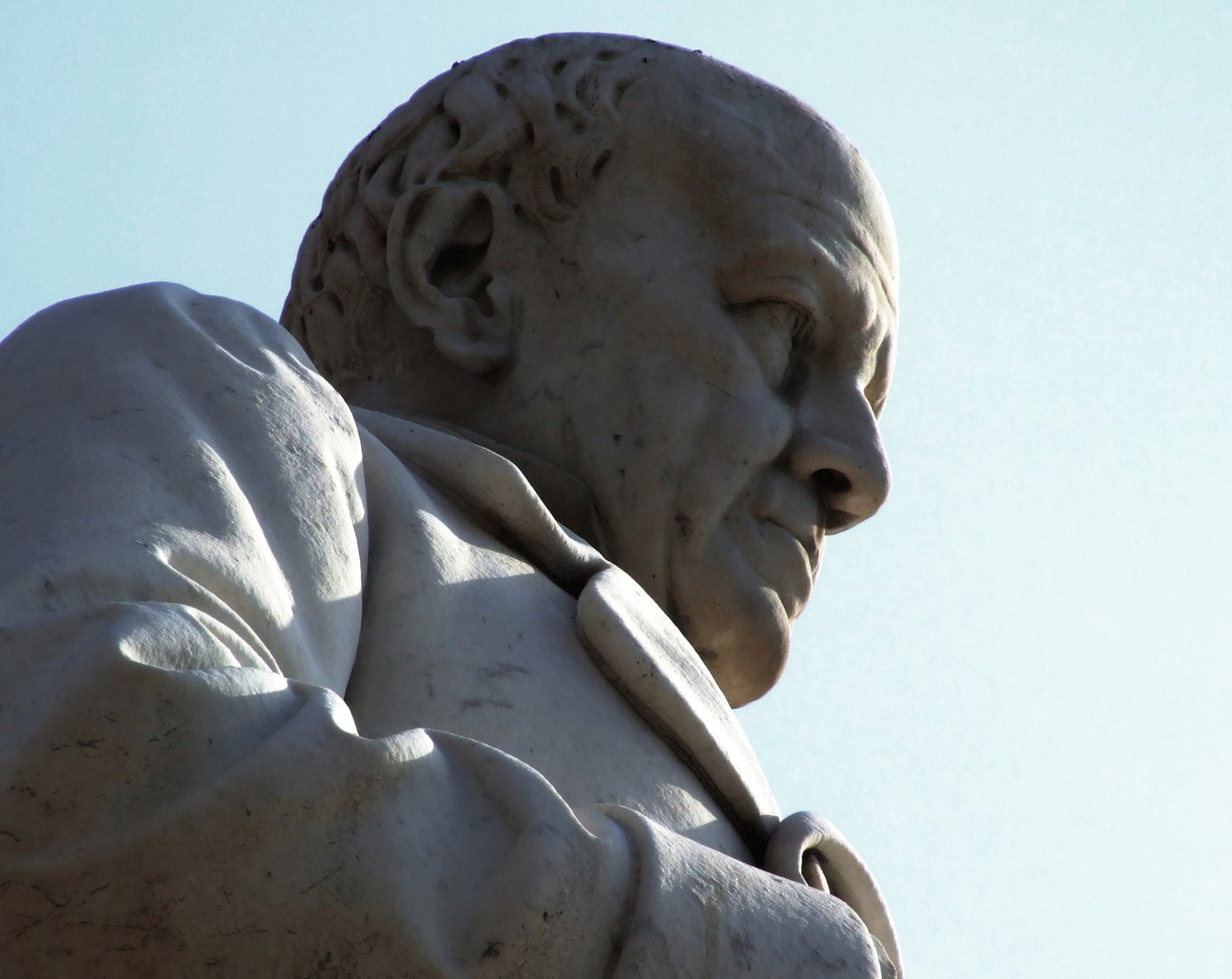
Detail van standbeeld in Palermo

Ruggero Settimo (Palermo, 19 mei 1778 – Valletta, 12 mei 1863) was een Italiaans edelman, marineofficier en politicus in het koninkrijk der Beide Siciliën.
Politiek evolueerde Settimo van Siciliaans regionalist (jaren 1810-1820) over separatist (1848-1849) tot unionist met het eengemaakte koninkrijk Italië onder bestuur van het huis Savoye vanuit Piedmont-Sardinië. Hij was tijdens zijn ballingschap in Malta senaatsvoorzitter van Italië (1861-1863), destijds met zetel in Turijn.

## Levensloop

### Militaire carrière
Settimo’s ouders waren Trajanus Settimo, prins van Fitalia en markies van Giarratana, en Maria Teresia Naselli, prinses van Aragón. Zijn oudste broer Girolamo erfde alle adellijke titels en het grootgrondbezit. Hij groeide op in Palermo, hoofdstad van het koninkrijk Sicilië, bestuurd door het huis Bourbon-Sicilië. 
Aan de leeftijd van dertien jaar werd hij cadet (1791) in de marineacademie van Napels, hoofdstad van het buurland Napels dat eveneens in handen was van het huis Bourbon-Sicilië. Het was het begin van een twintigjaar durende militaire carrière eerst op zee en later te land. In 1792 – hij was veertien – voer hij op het schip Tancredi in de Tyrreense Zee tegen de Franse dreiging; de Eerste Coalitieoorlog was uitgebroken en Napels-Sicilië sloot zich aan bij de anti-Franse coalitie. Zijn eerste zeeslag was het Beleg van Toulon in 1793. De Napolitaanse vloot gaf ondersteuning aan de Britse en Spaanse marine. Na een treffen in de Golf van Fréjus werd Settimo bevorderd tot officier (1795). Met het Verdrag van Parijs (oktober 1796) hielden de vijandelijkheden op tussen Bourbon-Sicilië en Frankrijk. Settimo voer op het schip Cerere door de Tyrreense Zee op jacht naar piraten.
De vijandelijkheden begonnen opnieuw met de Franse mediterrane veldtocht van 1798. Settimo voer naar Malta om de vloot van Horatio Nelson bij te staan. Eind 1798 stond zijn schip terug in de haven van Napels. Settimo was er getuige van politieke anarchie: de koningin Maria Carolina van Oostenrijk, zus van de onthoofde koningin Marie Antoinette van Frankrijk, was er gehaat bij de patriotten; de Franse revolutionaire ideeën verspreidden zich snel in Napels; koningsgezinde bendes, genaamd de lazzaroni, bestuurden hele wijken gewapenderhand. De koninklijke familie vluchtte naar Sicilië. In 1799 werd in Napels de Parthenopeïsche Republiek uitgeroepen met Franse militaire steun; voor het huis Bourbon-Sicilië restte er nog enkel hun koninkrijk Sicilië. De chaos deed Settimo ervan overtuigen om de weg van een grondwettelijk systeem met parlement in te slaan.
Settimo vluchtte eveneens naar Sicilië. Het landleger van Napels-Sicilië werd ontbonden en zo bleef enkel de Napolitaanse vloot over waar Settimo officier van dienst was. Niettemin werden marineofficieren ingezet bij de landtroepen om de Fransen in Zuid-Italië te verjagen. Deze troepen moesten ook van Ferdinand I van Bourbon de opstandelingen en sympathisanten terecht stellen. Settimo haalde de graad van kapitein.
Ten gevolge van het succes van de Fransen in de Derde Coalitieoorlog (1805) werd Napels opnieuw Frans grondgebied, en ditmaal voor lange tijd. Jozef Bonaparte, broer van Napoleon Bonaparte, riep zichzelf uit tot koning van Napels (1806). Settimo volgde de koninklijke familie in ballingschap op Sicilië. Ditmaal was de macht van het huis Bourbon-Sicilië op Sicilië verzwakt; de Britten bestuurden feitelijk het eiland.

### Politieke carrière
Om gezondheidsredenen moest Settimo de oorlog tegen Murat, de napoleontische koning van Napels, opgeven (1810). Settimo werd lid van de Marineraad van Sicilië. De Britten drongen aan op politieke hervormingen op Sicilië teneinde, zoals naar Brits model, een einde te maken aan de absolute macht van koning Ferdinand I. Settimo werd opgenomen in de liberale kringen van Palermo, waar de Britse ideeën gunstig onthaald werden. Carlo Cottono, prins van Castelnuovo, was een voorstander van het schrijven van een grondwet. Settimo werd zijn medewerker. Zo kwam hij in rechtstreeks contact met de Britse ambassadeur in Sicilië, William Bentinck. In 1812 werd Settimo minister van Marine van Sicilië, gevolgd door een benoeming tot minister van Oorlog in 1813. Settimo richtte een afdeling op voor militaire cartografie. Tevens herorganiseerde hij de militaire staf. Hij werd parlementslid in het Lagerhuis van Sicilië, waar hij zorgde voor méér financiën voor het Siciliaanse leger. Politiek geraakte Settimo verstrikt tussen de pro-Bourbon fractie en de fractie van Emanuele Rossi die een radicale koers wilde varen. Koning Ferdinand I keek oogluikend toe bij zijn terugkomst in Napels (1813). In 1814 riep Settimo de hulp in van Ferdinand I om een grondwet te mogen schrijven; hij wenste ook autonomie en parlementaire democratie in te voeren voor Sicilië binnen het toekomstige koninkrijk der Beide Siciliën (Napels en Sicilië). 
Settimo trad af als minister in het jaar 1814. Met de Restauratie (1815) na het Congres van Wenen (1815) werd koning Ferdinand I hersteld in zijn absolute macht als vorst van de Beide Siciliën. De parlementaire hervormingen ingezet door Settimo schrapte hij. Settimo verliet het politieke toneel (1815).
Tijdens de revolte van 1820-1821 gericht tegen het Bourbonregime keerde Settimo terug. Hij werd lid van de regeringsraad of junta. Settimo werd verantwoordelijk voor de openbare orde in Palermo. De titel van ‘luitenant-generaal van Sicilië’ weigerde hij, ondanks zijn ideeën voor autonomie voor Sicilië. 
Nadat het Bourbonregime de opstand bloedig had onderdrukt (1821), hield Settimo zich verder afzijdig van politiek. Settimo hield zich bezig met de politieke erfenis van de prins van Castelnuovo om meer democratie in te voeren in de Beide Siciliën. Hij nam deel aan de Centrale commissie voor volksgezondheid (1832) en werd erelid van het Instituut voor de aanmoediging van landbouw, kunsten en manufacturen (1835). Het waren adviesfuncties die Settimo vervulde.
In het revolutiejaar 1848 bereikte Settimo het hoogtepunt van zijn politieke carrière. Hij brak volledig met het huis Bourbon-Sicilië want hij was een van de oprichters van het koninkrijk Sicilië (1848-1849), die zich afscheurde van de Beide Siciliën. Settimo was minister-president (1848-1848). Het was Settimo die het parlement van Sicilië samenriep, de onafhankelijkheid van het eiland uitriep en de relaties met het koningshuis in Napels en met andere koningshuizen in Italië verzekerde. Settimo zocht toenadering met het koninklijk huis Savoye in Piemont-Sardinië. Zo bood hij de koningskroon van Sicilië aan aan prins Ferdinand Maria van Savoye-Carignano, doch deze weigerde zodat de koningstroon vacant bleef. Intern liep de regering van Settimo vast. Er braken regelmatig zware sociale onlusten uit, zodat Settimo zijn regering moest herschikken. In 1849 werd Pietro Lanzi di Butera de sterke man in de regering. Settimo bleef aan zijn zijde strijden tegen de politieke en militaire druk vanuit Napels. Het leger van Bourbon rukte op in Sicilië (april 1849) om de separatistische opstand in de kiem te smoren. Settimo stelde zichzelf nog even aan als hoofd van een noodregering doch de troepen van koning Ferdinand II haalden het. 
Eind april 1949 stapte Settimo aan boord van een Brits oorlogsschip die hem naar zijn ballingsoord Malta bracht. Voor de rest van zijn leven was Settimo een balling in Malta. Hij leidde er groeperingen van ballingen uit Napels-Sicilië en voerde correspondentie met liberalen, patriotten en andere voorstanders van een eengemaakt Italië. Settimo koos resoluut voor de aanhechting van Sicilië aan het koninkrijk van Piëmont-Sardinië. Ook hierin ging hij in discussie met andere Italianen. Met aandacht volgde hij de opmars van de Roodhemden van Garibaldi doorheen Sicilië en Napels (1860-1861). Sicilië-Napels hield op te bestaan en ging op in het eengemaakte koninkrijk Italië (1861). 
Koning Victor Emanuel II van Italië benoemde Settimo tot voorzitter van de Italiaanse senaat (1861). Settimo deed meerder pogingen om te reizen naar Sicilië doch wegens ziekte kon hij maar niet vertrekken. Hij stemde per brief en stuurde zijn voordrachten per post op naar de senaat. In 1862 kwam Settimo in aanvaring met Gaetano Pace-Forno, bisschop van Malta. Deze vertolkte de onrust bij de Roomse geestelijkheid en de katholieke pers dat Settimo zich op Malta inliet met bandieten die de Pauselijke Staat omver wierpen. De bisschop las hem de levieten omdat Settimo een lening had afgesloten om deze oproerkraaiers te financieren. Deze bisschop was een tegenstander van de eenmaking van Italië. De zieke Settimo bood excuses aan in een open brief waarin hij stelde dat hij de paus als staatshoofd van de Pauselijke Staat nooit heeft willen beledigen. 
Settimo kon de laatste sacramenten ontvangen en stierf in Valletta (1863). Hij kreeg een plechtige begrafenis in de kathedraal van Valletta, waarna een Brits oorlogsschip het stoffelijk overschot overbracht naar Palermo. Daar werd hij bijgezet in de kerk Santo Domenico, die de bijnaam heeft het Pantheon van Palermo. Hij kreeg er een praalgraf.

## Eerbewijzen
- Zijn bijnaam bij de Sicilianen is vader van het Siciliaanse vaderland.[7]
- In Palermo draagt een plein zijn naam: de Piazza Ruggero Settimo. Op het plein staat zijn standbeeld.
- In Caltanissetta is een school voor voortgezet onderwijs naar hem genoemd: Liceo classico Ruggero Settimo.